# Pečat grada New Yorka
Pečat grada New Yorka se u današnjem obliku koristi od 1977. godine, kada je izmijenjena godina na njemu. Prijašnja je godina na pečatu bila 1664., kada su Englezi osnovali New York, a u novoj je inačici na pečatu godina 1625., kada su Nizozemci na Manhattanu osnovali naselje Novi Amsterdam, što se danas uzima kao godina službenog osnutka grada New Yorka.
Na pečatu se nalazi latinski natpis "Sigillum Civitatis Novi Eboraci" ("pečat grada New Yorka"). Bjeloglavi orao je simbol SAD-a, mornar simbolizira došljake Europljane, a Indijanac starosjedioce područja. Tu su još i dabrovi, vjetrenjača te bačve brašna, koji svi na ovaj ili onaj način simboliziraju Nizozemsku. Pečat okružuje lovorov vijenac.

## Vanjske poveznice
- Pečat grada New Yorka  Arhivirana inačica izvorne stranice od 13. listopada 2007. (Wayback Machine) na službenoj stranici grada